# Balahivka
Balahivka (în ucraineană Балахівка) este o așezare de tip urban din raionul Petrove, regiunea Kirovohrad, Ucraina. În afara localității principale, nu cuprinde și alte sate.

## Demografie
Componența lingvistică a așezării de tip urban Balahivka
     Ucraineană (95,76%)
     Rusă (3,94%)
     Alte limbi (0,1%)
Conform recensământului din 2001, majoritatea populației așezării de tip urban Balahivka era vorbitoare de ucraineană (95,76%), existând în minoritate și vorbitori de rusă (3,94%).